# Dragon Age II
Dragon Age II — пригодницька рольова відеогра 2011 року випуску, розроблена BioWare під видавництвом Electronic Arts. Це друга гра основної серії франшизи Dragon Age і непрямий сиквел Dragon Age: Origins (2009). Розробку гри було розпочато майже одночасно з Dragon Age: Origins – Awakening. EA виділили команді лише 14 —16 місяців на розробку, що поставило команду у майже перманентний кранч, який більшість із учасників проєкту і понині згадує як страшний сон. BioWare розглянули відгуки і рецензії гравців на Dragon Age: Origins і вирішили оновити дещо застарілі механіки гри, зробивши її більш орієнтованою на екшн, ніж на тактику. Вони також вдосконалили свій попередній рушій Eclipse Engine, який відтепер називався Lycium Engine. Було покращено візуальні ефекти та освітлення, гра отримала новий художній стиль, натхненний культовими фільмами Охоронець та Конан-варвар. Майк Лейдлоу, Девід Ґейдер та Інон Цур повернулися до своїх ролей провідного дизайнера, сценариста та композитора відповідно.
Анонсована в липні 2010 року, гра була випущена для Microsoft Windows, PlayStation 3, Xbox 360 і OS X у березні 2011 року. Гра отримала загалом позитивні відгуки від професійних критиків, які високо оцінили її сюжет та персонажів хоча зміни в структурі оповіді та бойовій системі були сприйняті більш неоднозначно. Гравці, своєю чергою, продемонстрували змішану реакцію, хоча менш ніж за два тижні було продано понад мільйон копій, що є швидшим темпом продажів, ніж Dragon Age: Origins. Після випуску BioWare ще півроку підтримували гру завантажувальним контентом, останнє заплановане доповнення, втім, було скасовано. Наступна гра франшизи Dragon Age: Inquisition вийшла в листопаді 2014 року.

## Ігровий процес

Ігровий інтерфейс (консольна версія): на екрані склад активної ігрової партії із її життєвими показниками та набір активних умінь вибраного персонажа

Dragon Age II — це рольова гра, з активною паузою і видом у перспективі від третьої особи. Гравець створює власного персонажа, вибираючи стать, зовнішній вигляд та клас протагоніста, на відміну від попередньої гри серії, тут не можна вибрати расу та передісторію. Існує три класи: маг, розбійник та воїн. Кожному класу доступні тільки специфічні види зброї: воїн може використовувати дворучний меч або щит і меч (в оригіналі були доступні також луки та мечі в кожній руці), розбійникам доступні луки та кинжали а маги, як і раніше, користуються посохами. На початку гри також пропонується перенести головні сюжетні вибори із Dragon Age: Origins, які зіграють деяку роль в подальшому сюжеті гри та у тому як до протагоніста будуть ставитися деякі персонажі.
Як і раніше, до протагоніста долучаються компаньйони, які супроводжують його/її під час бою та дослідження локацій. Але на відміну від оригінальної гри, тут немає бази, де б збиралися усі супутники гравця. Масштаб гри набагато менший за Dragon Age: Origins, події відбуваються лише в місті Кіркволл (англ. Kirkwall) і кожен компаньйон знаходиться у своєму домі в різних районах міста, тож, для того щоб поговорити з кимось із них, гравець повинен відвідати його домівку. Хоча гравці можуть напряму керувати цими компаньйонами та вільно перемикатися між ними, зазвичай ними керує штучний інтелект, який гравці можуть настроїти за допомогою меню «Тактика», хоча порівнюючи з оригіналом, це меню значно урізане. У версії для ПК гравці також можуть вільно переміщувати камеру. Переможені в бою напарники автоматично підіймуться після бою, але постраждають від травм, які можна вилікувати спеціальним зіллям або відпочивши.
У грі є кілька типів предметів: зброя, броня, рецепти ремісництва, руни та сюжетні предмети. Гравець може носити лише певну кількість спорядження, хоча можна придбати додаткове місце для інвентарю. На відміну від оригіналу, в Dragon Age II лише протагоніст може змінювати свою броню, броня ж компаньйонів залишається незмінною протягом всієї гри, але гравці можуть покращити її за допомогою певних предметів, куплених у торговців. Біжутерію та зброю можливо змінювати усім персонажам. Зброю (всю) та броню (тільки протагоніста) можна зачарувати за допомогою рун, які надають їй нових властивостей. Відкривши рецепти виготовлення, Гоук може зв’язатися з майстрами, щоб створити нові предмети, такі як зілля, отрути, бомби та руни.
Гравець може підвищити рівень свого персонажа, заробляючи бали досвіду, виконуючи квести та перемагаючи ворогів. Щоразу, коли гравець досягає нового рівня, його здоров’я, витривалість або мана збільшиться, гравці також можуть відкрити нові таланти та покращити атрибути персонажа. Дерево навичок тут містить навички у нелінійному вигляді, тобто, щоб розблокувати найсильнішу, гравцю немає необхідності спочатку відкривати всі доступні перед нею. Розблоковані навички можна покращувати, щоб підвищити їх ефективність. Кожен компаньйон має унікальні таланти і спеціалізацію, які можна покращувати в міру прогресу гравців.
Гравець може розмовляти та взаємодіяти як з членами групи, так і з іншими неігровими персонажами. Дерево діалогів пропонує кілька варіантів діалогу на вибір гравця. Існує три основних типи особистості: дипломатичний, жартівливий або агресивний. Тип, який гравець обирав найчастіше, із часом стає основним архетипом особистості протагоніста. Гравцю часто доводиться вибирати між морально неоднозначними варіантами, які призводять до наслідків, що впливають на ігровий всесвіт та його розвиток. Система схвалення з Dragon Age: Origins була модифікована на систему дружби/суперництва. Залежно від рішень гравців і виборів у діалогах, компаньйон визнає протагоніста як друга або суперника. Напарник, який постійно погоджується з поглядами протагоніста, буде вважати його другом, тоді як напарник, який постійно не погоджується зі світоглядом головного героя, починає з ним/нею напружене, але шанобливе суперництво. Як і раніше, щоб збільшити бали дружби або суперництва, у грі можна знайти деякі предмети і презентувати їх відповідному компаньйону. П'ять із восьми компаньйонів є можливими любовними інтересами, незалежно від дружби та суперництва.

## Синопсис

Вільні Марки — це група міст-держав, розташована в східній частині Тедасу. Кіркволл, Старкгейвен і Тантервейл є єдиними трьома містами, що мають політичну силу; кожним з цих міст керує титулований урядовець, що має особливе право називати Захисника свого міста.

Гравець завантажує у гру свій файл збереження з Dragon Age: Origins, таким чином імпортуючи зроблені сюжетні вибори у основній кампанії та доповненнях до неї. Це формує передісторію Dragon Age II. Основа сюжету побудована на класичній каркасній оповіді, що розкривається через спогади від ненадійного оповідача, гнома-шахрая на ім'я Варрик Тетрас (англ. Varric Tethras, озвучений Брайаном Блумом) у жартівливій та інколи іронічній манері. Головний герой — Гоук (англ. Hawke, озвучені Ніколасом Бултоном та Джо В'ят), чия стать, ім’я, зовнішній вигляд і клас визначаються гравцем. Під час подій Dragon Age: Origins родина Гоук, рятуючись від Мору втекли до Вільних Марок (англ. Free Marches), де осіли у місті-державі Кіркволл (англ. Kirkwall). Там протагоніст зрештою зріс в силі та впливі, щоб врешті стати легендарним «Захисником Кіркволла» та опинитися в центрі подій, які змінили хід історії. Весь сюжет гри займає приблизно десять років з життя Гоук і розкривається у трьох актах, кожен з яких розділений майже трирічним інтервалом. Хоча основний кістяк історії залишається незмінним, на неї сильно впливають поточні рішення гравця.
Велику роль у житті Гоук зіграли його/її вісім товаришів, кожним з яких може керувати гравець. Разом з Варриком, обов’язковими супутниками є Андерс (англ. Anders, озвучений Адамом Хоуденом), Сірий Вартовий знайомий гравцям із Dragon Age: Origins – Awakening; Авелін Валлен (англ. Aveline Vallen, озвучена Джоанною Рот), прагматична і сувора воїнка, яка піднялася в лавах міської варти Кіркволла, щоб стати її лідеркою; і Меррил (англ. Merrill, озвучена Ів Майлз), м’якосерда, але соціально незграбна долійка та магеса крові, якої уникає її власний клан. Крім того, один із двох молодших родичів Гоук виступає компаньйоном у першому акті: молодша сестра Бетані (англ. Bethany, озвучена Ребекою Стейтон), добра, але боязка магеса; брат-близьнюк Бетані, Карвер (англ. Carver, озвучений Ніко Ленноном), гордий і відвертий воїн, який піклується про Гоук, але бажає вийти з тіні родичів і піти власною дорогою у своєму житті.
Необов'язковими компаньйонами є Фенріс (англ. Fenris, озвучений Гідеоном Емері), ельф і колишній раб, який прагне помститися своєму колишньому хазяїну; та Ізабела (англ. Isabela, озвучена Вікторією Крюгер), самовпевнена і безладна капітанка піратів. Себастіана Вейля (англ. Sebastian Vael, озвучений Алеком Ньюманом), майстерного стрільця з лука та благочестивого мирянина з Кіркволльської Церкви, можна залучити при наявності у гравця завантажуваного доповнення The Exiled Prince.

### Сюжет
Кассандра Пентаґаст (англ. Cassandra Pentaghast, озвучена Мірандою Рейзон), членкиня ордену «Шукачів істини» розслідує подробиці зникнення Гоук і його/її участі у подіях, які привели до початку війни між магами та Орденом храмовників. Вона захоплює та веде допит Варрика, близького друга Гоук, вимагаючи інформацію щодо участі Захисника Кіркволла у цих подіях. Історія починається невдовзі після битви при Остаґарі, коли сім’я Гоук тікає зі свого рідного села Лотеринг у Ферелдені від навали темнородів (англ. Darkspawn). Один з молодших Гоук, Бетані або Карвер (залежно від вибраного гравцем класу персонажа), не переживе цієї дороги і загине під час сутички з темнородами. Флемет (англ. Flemeth), відома гравцям ще з Dragon Age: Origins, допомагає групі втекти до Кіркволла, за умови, що Гоук передасть даний нею предмет клану долійських ельфів у тих краях. Діставшись до місця призначення Гоук насилу потрапляє у Кіркволл — місто на той час вже переповнене ферелденськими біженцями, тікаючими від Мору, і варта вже не пропускає нікого у стіни міста. Сім'ї вдається оселитися у Доломісті (англ. Lowtown), найбіднішій частині міста, у домі Ґамлена (англ. Gamlen) — воровкуватого дядьки Гоук, котрий пустив до себе сім'ю за чималу плату.
Рік потому перед Гоук відкривається чудова можливість — Варрик і його брат Бартранд (англ. Bartrand) планують експедицію на пошуки скарбів на Глибинних шляхах (англ. Deep Roads), заплутаній підземній системі старих гномських доріг. Варрик і Гоук заручаються підтримкою Андерса, колишнього Сірого Вартового, який має необхідні карти того регіону. Під час експедиції команда знаходить таємничий ідол, артефакт з червоного ліріуму, який зводить Бартранда з розуму і змушує його вкрасти ідол та кинути виживших учасників експедиції напризволяще. Незважаючи на це, групі все ж вдається вийти назад на поверхню, а доходи від знайдених в експедиції скарбів роблять Гоук відомою і багатою людиною у місті, дозволяючи викупити маєток у Верхомісті (англ. Hightown), частині міста населеній заможними мешканцями та дворянами. Через три роки у місті відбувається конфлікт між кіркволльською владою та іноземними військовими силами к'юнарі (англ. Qunari). На початку Гоук грає роль медіатора та посередника між двома сторонами, проте ситуація виходить з під контролю і напружені стосунки переростають у збройний конфлікт, у ході якого Аришок (англ. Arishok), лідер к'юнарі вбиває міського голову і готується до розправи над усім містом. Гоук із товаришами стає на захист Кіркволла і вбиває Аришока, за що в підсумку і стає Захисником свого міста.
Ще через три роки Кіркволл перетворюється на тоталітарну державу під тиранічним правлінням лицарки-командорки Ордену храмовників Мередіт. І до цього взаємна напруга між кіркволльським Колом магів і Орденом храмовників набуває все більшого масштабу. Постійне насильство між двома сторонами змушує Захисника Кіркволла втрутитися і, як і в ситуації з к'юнарі, виступити посередником між двома сторонами, залучивши до цього Верховну пасторку Елтіну (англ. Grand Cleric Elthina). Однак Андерс, ідейний борець з Орденом храмовників і партизан підпілля магів, організовує вибух кіркволльського храму і смерть Верховної пасторки, що повністю знищує всі примарні шанси на мирне вирішення цього конфлікту. Мередіт, оскаженіла від того що окремий маг став причиною смерті голови кіркволльської Церкви, проголошує «Право на Знищення» (англ. Right of Annulment) — повний геноцид і знищення всіх осіб з магічними здібностями в місті. Магам, на чолі з Першим чарівником Орсіно, не залишається жодної альтернативи крім битися з храмовниками. Незалежно від того, чию сторону тут прийме Гоук, Мередіт остаточно зійде з розуму і накинеться навіть на своїх підлеглих і стане фінальним босом Dragon Age II. Після битви з нею стає зрозуміло, що причиною її божевілля є ідол з червоного ліріуму, вкрадений Бартрандом на Глибинних шляхах, який Мередіт у нього купила, після чого артефакт багато років потроху підточував її розум. Гоук залишає місто до прибуття підкріплення храмовників.

## Розробка
Розробку гри було розпочато майже одночасно з Dragon Age: Origins – Awakening. EA виділили команді лише 14 —16 місяців на розробку, що поставило команду у майже перманентний кранч, який більшість із учасників проєкту і понині згадує як страшний сон. Майк Лейдлоу, Девід Ґейдер та Інон Цур повернулися до своїх ролей провідного дизайнера, сценариста та композитора відповідно. Розробка гри була завершена 11 лютого 2011 року, коли BioWare оголосили вихід гри на золото.

### Геймдизайн
Однією з головних цілей BioWare при створенні гри було вдосконалення формули, встановленої Dragon Age: Origins. За словами Лейдлоу, команда оцінила різні ігрові компоненти оригіналу, особливо її надто складну, за словами гравців, механіку. Дізнавшись, що велика кількість гравців кидали гру вже після перших годин, команда поставила на меті зробити Dragon Age II більш доступною для нових гравців та розширити ігрову аудиторію. Вони вирішили оптимізувати деякі механізми, зберігаючи при цьому багато традиційних елементів рольової гри. Команда також переглянула журналістські огляди і зрозуміла, що одна з найпоширеніших критик, особливо консольних версій, зосереджена на повільному ритмі бою в грі. У результаті команда переглянула жанрову стилістику і пришвидшила бої, запозичивши деякі елементи із жанру бойовиків, гра стала більш чутливою до дій гравця. Бойова анімація в грі стала більш реактивною та «стильною», щоб відобразити це. Хоча проєкт став більш орієнтованим на екшн, команда не повністю видалила тактичний аспект Origins, оскільки вважала, що це відштовхне її фанатів. Незважаючи на це, вид з висоти пташиного польоту було видалено, оскільки команда хотіла створити більш різноманітний пейзаж для гравців без необхідності «зрізати» верхню частину кімнати. Лейдлоу додав, що геймплей не позбавився тактичного характеру, оскільки команда переробила систему комбо, яка спонукає гравців використовувати всі таланти класів. За словами Робіна Теберга, менеджера з розробки гри, команда сподівалася, що гравці зможуть «думати як генерал і битися як спартанець» завдяки новим бойовим механікам.

Команда провела повний редизайн всіх ігрових рас, щоб відійти від «непримітного» візуального стилю Dragon Age: Origins і в подальшому надати франшизі більш індивідуальну стилістику.

Роботи Пітера Брейгеля, Серджіо Леоне та Куросави Акіри, а також фільми Охоронець та Конан-варвар надихали розробників. Команда прагнула створити гру з пам'ятною стилістикою, оскільки одним з недоліків оригінальної гри була відсутність унікальності та в цілому непримітний візуальний стиль. Команда також прагнула уніфікувати графічний дизайн усієї франшизи, щоб виправити візуальні невідповідності Origins. Зовнішній вигляд представлених ігрових рас було переосмислено, щоб надати їм більше характерних ознак. Наприклад, к'юнарі тепер мають пару рогів, на відміну від їхніх безрогих аналогів в оригіналі. Через короткий цикл розробки, в основі ігрового сетингу заложили лише одне місто, щоб мати можливість багаторазово використовувати вже існуючі художні ресурси. Лейдлоу додав, що команда черпала натхнення з Eternal Darkness, де гравці бачать, як із часом змінюється місто. Це означало, що команді потрібно було лише модифікувати вже існуючі асети без необхідності створювати нові для різних локацій.
Хоча основною цільовою платформою Dragon Age: Origins були ПК, для її сиквелу BioWare націлилися на обидва ринки, консолей і ПК, сподіваючись, що гравці всіх платформ зможуть насолоджуватися однаковими враженнями. Елементи керування грою, включаючи тактичне меню та команди, ідентичні в усіх версіях, хоча є відмінності в користувацькому інтерфейсі. Лейдлоу описав перенесення Dragon Age: Origins на PlayStation 3 як «жахливий досвід», пам'ятаючи про який, команда переробила всі свої художні ресурси, щоб гра виглядала краще графічно. Гра створена на основі вдосконаленої версії Eclipse Engine, який тепер перейменували на Lycium Engine і адаптували до нового художнього стилю гри. Ніл Томпсон, художній та анімаційний директор BioWare, заявив у 2013 році, що команда була розчарована візуальними ефектами гри, оскільки Eclipse Engine застарів на момент випуску гри, що призвело до посередніх візуальних результатів. Освітлення гри було значно покращено завдяки введенню механіки глобального освітлення в ігровий рушій, також були представлені нові інструменти для редагування неба та візуалізації води, щоб ще більше покращити візуальні ефекти.

### Сценарій
Девід Ґейдер і п'ятеро інших сценаристів написали ігровий наратив, у якому команда сподівалася відійти від розкритикованої за передбачувану і шаблонну формулу оповіді Dragon Age: Origins. У результаті команда вирішила зробити розповідь більш «особистою», зосередившись на одному персонажі протягом кількох років із каркасною оповіддю, яка дозволяє пропускати в історії періоди, які не цікавлять гравців. Щоб сфокусувати увагу гравців на головному герої, команда вирішила відмовитися від передісторій. Натхненний Planescape: Torment, Гоук повністю озвучений персонаж на відміну від німого Вартового з оригінальної гри. Загальний тон оповідання також вважався темнішим, ніж його попередник. Ґейдер вважав, що цей підхід відкриває нові можливості для оповідання, оскільки висвітлення наслідків рішень гравця можна завести ще далі, а стан ігрового світу можна радикально змінити. Лейдлоу додав, що якщо вибір матиме більший вплив, Dragon Age II буде «найбільш реактивною грою» BioWare. У грі представлені різні типи вибору. Деякі з них мало впливають на сюжет гри, тоді як інші можуть сильно вплинути на розвиток подій. Оскільки гравці не знають, який вплив матиме вибір, команда сподівалася, що це дозволило їм створити більш індивідуальний для кожного гравця досвід. Як і в Dragon Age: Origins, варіанти вирішення різних ситуацій не були чорно-білими, тому гравці мотивовані робити те, що їм ближче до серця.
Команда використовувала так званий «односторінковий» підхід, коли створюється загальний кістяк історії, а вже потім автори розширяють її окремі компоненти. Команда також використовувала спеціально створену у компанії вікі для збереження історії внутрішньоігрового всесвіту, щоб уникнути сюжетних дір та зберегти наративну єдність та логічність. Увесь вміст історії було перевірено двічі. Перше, так зване рев'ю «білої скриньки», було використано для оцінки сюжетного темпу та наданих гравцю варіантів вирішення, тоді як друге, рев'ю «помаранчевої скриньки», було використано для конкретизації деталей кожного квесту. Хоча гравці можуть імпортувати збереження з Dragon Age: Origins, команда хотіла визнати попередні вибори гравців і віддати шану певним персонажам без необхідності створювати «обов’язкові камео» вже відомих гравцям персонажів. Команда також відчувала, що пряме продовження Dragon Age: Origins відштовхне нових гравців, котрі почнуть знайомство з франшизою із Dragon Age II. Лейдлоу додав, що, на відміну від Mass Effect, розповідь якої обертається навколо персонажів, Dragon Age більше фокусується на місці та часі, у який ці персонажі живуть. За словами Ґейдера, гра була про «свободу проти безпеки», що відображено в конфліктах між магами та храмовниками. Фінальна редакція гри налічує 103 хвилини катсцен і майже півмільйона діалогових реплік.
У 2021 році Ґейдер сказав, що гра спочатку планувалася як сюжетне розширення до Dragon Age: Origins. Він також сказав, що Dragon Age II, це «фантастична гра, прихована під горою компромісів, зрізаних кутів і стислих термінів виробництва», і якби він міг переробити деякі її аспекти, то зміни включали б розширений пролог, роман з Варриком, переосмислення трьох сюжетних вузлів у третьому акті, щоб уникнути принципового вибору сторін у фіналі.

### Музика
Оскільки гра зосереджена на родині Гоук та їхніх пригодах, Інон Цур використовував струнний квартет, як основу для музичного супроводу, тоді як оркестр мав в основному допоміжну роль. Він представив тематику близького сходу для міста Кіркволл, оскільки воно було чужорідним для родини Гоук. Як і в оригінальній грі, Цур співпрацював з Обрі Ешберн, яка виконала кілька пісень у грі, також в грі можна почути Florence and The Machine, чия пісня «I’m Not Calling You a Liar» була адаптована для гри. Як і раніше, музика гри залишилась чимось середнім між «героїчним» і «демонічним». За словами Інона Цура, BioWare надали йому більше творчої свободи, оскільки стиль музики гри вже був встановлений у Dragon Age: Origins.

## Маркетинг
Напередодні випуску гри продюсер Фернандо Мело сказав, що хоче розширити ігрову аудиторію: «У нас є дані, які показують, що багато людей люблять грати в рольові ігри, хоча вони не обов’язково називатимуть їх рольовими. Буду грати у Fallout, Assassin's Creed і навіть Call of Duty, які мають рольові елементи, адже ви вкладаєте бали в розвиток свого персонажа, але вони не обов’язково асоціюють це як рольову гру. Тож ми вважаємо, що якщо ми розширимо поняття, ми зможемо залучити набагато більшу аудиторію».
Electronic Arts анонсували Dragon Age II у липні 2010 року. Вони випустили відкриту демо-версію гри, яка була доступна з 22 лютого по 1 березня 2011 року. Гравці, які передзамовили гру, отримали ексклюзивні внутрішньоігрові предмети. Гравці, які зробили передзамовлення до 11 січня 2011 року, також мали доступ до «BioWare Signature Edition», яке включало нові внутрішньоігрові предмети та місії, нового компаньйона та цифрову версію оригінального саундтреку до гри. BioWare також у колаборації з Razer, щоб запустити лінійку ігрової периферичної продукції під назвою «Collector's Edition Product Line». У листопаді 2010 року було оголошено про 2D стратегічну рольову гру у Facebook під назвою Dragon Age Legends, яка планувалася вийти в березні 2011 року. Гравці, які мали у своїй ігровій бібліотеці Dead Space 2, отримали ексклюзивну броню для Dragon Age II, створену за зразком головного героя Dead Space Ісаака Кларка.
Dragon Age II надійшла у продаж у Північній Америці та Європі 8 та 11 березня 2011 року відповідно. У липні 2011 року компанія Valve видалила гру з цифрового магазину Steam. Згідно з EA, причиною було те, що вони порушили політику Valve, яка «[обмежує] те, як розробники взаємодіють із клієнтами для продажу завантажуваного контенту». Приблизно через місяць після випуску гри, EA порадували перших користувачів гри кодом на безкоштовне завантаження для Mass Effect 2, іншої гри BioWare. 3 травня 2018 року гра отримала зворотню сумісність з попередньою версією Xbox One.
З березня по жовтень 2011 року було випущено шість завантажувальних доповнень для Dragon Age II. Сюжетні доповнення включають Legacy та Mark of The Assassin, які розширюють сетинг Dragon Age. У Legacy Гоук досліджує в’язницю, побудовану Сірими Вартовими, в якій закута могутня та давня істота. У Mark of The Assassin Гоук проникає в благородний маєток за межами Кіркволла, щоб викрасти дорогоцінну реліквію. Сюжетне доповнення під назвою The Exalted March розроблявся, але був скасований, оскільки студія вирішила зосередитися на налаштуванні рушія Frostbite, який стане основою для їхніх майбутніх ігор.
Міні-серіал під назвою Dragon Age: Redemption, у якому Феліція Дей виконала головну роль ельфійки Талліс, було анонсовано у лютому 2011 року. Пітер Вінтер став режисером серіалу, Джон Бартлі оператором-постановником, а сама Дей брала участь у написанні сценарію. Прем'єра шестисерійного веб-серіалу відбулася 10 жовтня 2011 року, за день до виходу завантажувального доповнення Mark of The Assassin, де персонажка Талліс відіграє провідну роль.

## Оцінки та відгуки
| Агрегатор  | Оцінка                              |
| ---------- | ----------------------------------- |
| Metacritic | ПК: 82/100 PS3: 82/100 X360: 79/100 |

| Видання        | Оцінка  |
| -------------- | ------- |
| Destructoid    | 7/10    |
| Eurogamer      | 8/10    |
| Game Informer  | 7.75/10 |
| GameSpot       | 8/10    |
| GameSpy        | [ 65 ]  |
| GamesRadar+    | [ 66 ]  |
| IGN            | 8.5/10  |
| PC Gamer (США) | 94/100  |

Згідно з агрегатором рецензій Metacritic, гра отримала загалом позитивні відгуки. Лейдлоу визнав, що команда ніколи не очікувала, що гра буде такою ж ефективною, як Origins, але він очікував, що продовження покаже кращі результати.
Кілька критиків високо оцінили нову бойову систему, зазначивши, що вона швидша за попередницю. Джо Джуба з Game Informer похвалив її за «чуйність» і вважав, що нова система підходить для гри. Крістін Штаймер з IGN похвалила бій, який добре поєднав елементи дії та тактичні функції, за те, що він «розважальний» і «універсальний». Однак вона виявила проблеми з неточністю елементів управління консолі та недоліками ШІ. Майк Шаркі з GameSpy описав ігровий процес як «плавний». Він відзначив покращений інтерфейс користувача та додав, що це «чудове поєднання» як дій, так і стратегічних елементів, хоча при цьому зауважив, що розгортання стратегії не є таким необхідним, як раніше. Ерік Нейгер з GamesRadar був розчарований «громіздкою» стратегічною системою, яка робила бій надто простим. Річу Маккорміку з PC Gamer сподобалися нові таланти та здібності у гри, він сказав, що ними «захопливо» користуватися. ВанОрд високо оцінив гнучкість системи, хоча й вважав, що вона погано оптимізована разом із системою управління інвентаря. І ВанОрд з GameSpot, і Джуба відзначили проблеми з видом від третьої особи у версії для ПК.
Сюжет гри викликав неоднозначні відгуки. Використання ненадійного оповідача було схвалено МакКорміком і Стеймером за те, що він тримав історію в єдиній іронічній манері та був цікавим. Шаркі сподобалася триактна структура, порівнюючи її з «історичною фантастикою», яка зосереджена на «буремних періодах у фантастичних світах». Нейгер вважав, що структура з трьох актів представляє «переконливу» історію, і оцінив написання гри, назвавши її кроком уперед порівняно з Dragon Age: Origins. Однак ВаеОрду не сподобався сюжет гри, який він назвав «поворотом вниз» від оригіналу, оскільки в Dragon Age II не вистачало центральної мети, яка б залучала гравців, що робило історію менш епічної, ніж мала б бути. Однак він зауважив, що були «сердечні моменти», в основному пов'язані з побічними квестами та супутниками. Джуба погодився з ВанОрдом щодо недоліків історії, сказавши, що в основній історії мало напруги чи наслідків, і здавалося, що це просто кілька побічних квестів з’єднані разом. Однак він похвалив сценарії за креативність і винахідливість. І ВанОрд, і Ден Уайтхед з Eurogamer відзначили, що гра черпала натхнення з реальних подій, культурних та політичних конфліктів. Вайтхед назвав Dragon Age II «політичною грою».
Критики по-різному оцінили систему діалогів у грі. МакКормік відчув, що відсутність моральної системи дозволяє гравцям вибирати різні позиції в діалозі залежно від різних обставин, на відміну від того, щоб бути спрямованими до рольового відіграшу певної особистості. Він похвалив триактну структуру гри за те, що вибір робиться послідовно. Рішення, прийняті раніше, можуть призвести до значної різниці через кілька років у грі. Маккормік назвав це «вражаючим». Шаркі та Уайтхеду сподобалися представлені діалогові варіанти, вони вважали, що вони значно впливають на сприйняття подій і часто морально неоднозначні. ВанОрд погодився та пояснив це нестабільним політичним кліматом Тедасу. Він був розчарований тим, що деякі варіанти були просто ілюзіями, але вважав, що в грі були більш впливові рішення, ніж у Dragon Age: Origins. Однак Штаймер відчув, що в грі не так багато вражаючих варіантів, і розкритикував кліфгенгер у фіналі. Джозеф Лерей з Destructoid прокоментував темп гри, сказавши, що «Перший акт занадто довгий, Третій акт занадто короткий, а Другий акт виглядає як кульмінація гри».
Критики високо оцінили представлених у грі персонажів. Штаймеру сподобалися жарти між напарниками, він сказав, що вони «зворушливі» та «веселі». Шаркі вважав персонажів винятковими, називаючи їх найкращими з поки що написаних BioWare, хоча він був розчарований тим фактом, що їх спорядження не можна було налаштувати. Нейгеру також сподобалися компаньйони, сказавши, що вони більш конкретизовані та менш «відкриті». І Вайтхед, і ВанОрд вважали, що компаньйони не такі цікаві, як оригінальна гра, хоча ВанОрд зауважив, що їхні особистості все ж «яскраві», і всі компаньйони мали чудових акторів, а їхні репліки були добре написані. Джуба, однак, знайшов компаньйонів кращими за тих, хто був в оригіналі. Лере сподобалися квести компаньйонів, виділяючи Меррил і Авелін як два найкращі. Однак він поскаржився, що гра не пропонує достатньо можливостей для взаємодії з компаньйонами. Перепроходячи Dragon Age II у 2015 році, Кріс Терстен з PC Gamer високо оцінив те, як гра поводиться зі своїми персонажами, зазначивши, що «у них є власні будинки, робота та думки». Трастен також похвалив складні стосунки, які вони мають один з одним. Він зазначив, що десятиріччя Гоук в Кіркволі є перш за все дослідженням цих стосунків, і дійшов висновку, що «відтоді BioWare не створювали оповіді ані з такою кількістю нюансів, ані такою кількістю розумних моментів...».
Повторно використовувані ресурси та сюжет, який повністю розгортається в Кіркволлі, зазнали критики. Стеймер вважав, що багатий ігровий лор був витрачен даремно. МакКормік відчув, що маленький світ допоміг гравцям глибше залучитися в події, зрозуміти культуру та політику ігрового світу через його малий масштаб. Шаркі назвав певні області в грі «копією підземелля», і був розчарований надмірним повторним використанням локацій. Нейгер додав, що подібне використання асетів в грі створює враження, що вона більш лінійна, ніж її попередниця. Джуба вважав, що локації гри були «болісно обмежені», і через деякий час гравці втомилися від них. Лерей розкритикував асети за те, що вони «прісні», сказавши, що їх повторне використання ще більше погіршило проблему. Як і Джуба, він відчував, що локації стануть «несвіжими» в міру прогресу гравців, і що в місті занадто мало цікавих людей або місій.
Реакція гравців
Перед релізом шанувальники оригінальної гри хвилювалися, що сиквел буде схожий на Mass Effect. Головний сценарист Девід Ґейдер запевнив шанувальників Dragon Age: Origins, що це не так. Незважаючи на те, що BioWare очікували критики фанатів щодо кардинальних змін, у сиквелі, вони були здивовані широкою негативною реакцією гравців. EA визнали негативне сприйняття гри фанатами, сказавши, що вони «втратили деяких шанувальників [Origins]» із випуском гри. Гравці розділилися у своїй реакції щодо Dragon Age II. Більшість їх критики була спрямована на хвильо-подібну систему спавну ворогів у грі, надмірне повторне використання асетів середовища та відсутність передісторій.
Протиріччя
Співробітник BioWare був спійманий на тому, що розміщував повідомлення як рядовий користувач на Metacritic. Співробітник компанії, Кріс Хобан, оцінив гру на 10/10. Представник EA прокоментував ситуацію, сказавши, що це нормально, коли люди, які працюють над грою, люблять і підтримують її, хоча незрозуміло, чи Хобан діяв самостійно чи за вказівкою компанії. Гру критикували за нібито використання DRM SecuROM, хоча BioWare спростувала звинувачення та додала, що вони просто використовували перевірку дати випуску (виготовлену компанією, яка випустила SecuROM), яка самознищується після випуску гри. На початку 2011 року, невдовзі після випуску Dragon Age II, один гравець опублікував повідомлення на активних на той час соціальних форумах Bioware, висловивши свою огиду до небажаних гомосексуальних досягнень, і попросив приділити більше уваги геймерам-чоловікам, а також варіант видалення гомосексуального контенту. Девід Ґейдер відповів, що гра розроблена таким чином, щоб бути інклюзивною та для всіх, і що створення романів для обох статей було дешевшим, ніж створення їх окремо для кожної статі.
Продажі
За даними Chart-Track, Dragon Age II була найбільш продаваною грою у Великій Британії за тиждень після випуску, перевершивши конкурентів, включаючи Pokémon Black and White. У всьому світі було продано понад мільйон копій гри менш ніж за два тижні, що є швидшим темпом продажів, ніж у її попередниці Dragon Age: Origins в 2009 році. До травня 2011 року було продано більше двох мільйонів копій.

## Спадщина
Наслідки ігрового фіналу досліджуються у романі 2011 року Dragon Age: Asunder. Наступна частина серії Dragon Age: Inquisition була випущена для Microsoft Windows, PlayStation 4 і Xbox One у листопаді 2014 року. Головний антагоніст із сюжетного доповнення Legacy, Корифей, повертається як головний антагоніст у Dragon Age: Inquisition, а Гоук з'являється як неігровий персонаж другого плану.